# وادي الأعقص
الأعقص هو أحد أودية تهامة بلاد بلقرن إلى الشمال من مدينة المجاردة، وتقع عليه عدة قرى لقبيلة عمارة من بلقرن وأهمها قرية السبطل وقرية المجدرات. تأتي مياهه من سراة بني عمرو باتجاه الغرب حتى يلتقي مع وادي جرية ثم يرفدان وادي خاط من الشمال.